# Rosa Méndez Fonte
Rosa Méndez Fonte (Ferrol, 1957) es una escritora, poetisa e investigadora española. Es experta en patrimonio cultural gallego.

## Trayectoria
Méndez es doctora en Humanidades y especialista en Patrimonio y Sociedad Gallega por la Universidad de La Coruña. Además, ha trabajado como investigadora de historia de Galicia en la Universidad Fernando Pessoa, en Oporto, Portugal.
En 1999, recibió una beca de formación y especialización en Gestión Cultural en la Secretaría de Estado de Cultura, del Ministerio de Educación y Cultura Además, estudió un Máster de Gestión de Bienes Culturales y Patrimonio, en la Universidad de La Coruña Desde 2019, forma parte de la iniciativa Mujeres en el Territorio, de la revista Crítica Urbana, encargada del estudio, gestión y planificación territorial y urbana, que tiene como objetivos el desarrollo de políticas que favorezcan la transformación social y territorial de acuerdo con los principios de sostenibilidad y gestión responsable. 
También es socia de mérito de la Asociación Española de Gestores del Patrimonio Cultural y miembro de la Asociación de Escritoras y Escritores en Lengua Gallega. En 2023, comenzó a trabajar en Galicia como profesora de Geografía e Historia en Enseñanza Secundaria.

## Obra

### Relato corto
- 1990 - De un tiempo atrás.
- 1993 - Las horas guardan sombras.

### Poesía
- 2001 - Poemas anobelados sin tempo.
- 2005 - O raio verde.[9]

### Ensayo
- 2000 - A antiga igrexa parroquial de San Xulián de Ferrol. Centro Ártabro de Estudios.
- 2010 - Ferrol. Patrimonio y Sociedad. Sociedad de Cultura Valle-Inclán.
- 2010 - La conservación de los monumentos arquitectónicos en Galicia (1840-1940).

### Obras colectivas
- 1998 - Poesía na noite. Ayuntamiento de Caldas de Reyes.
- 2000 - O patrimonio ea cultura proxectual. Diputación Provincial de Lugo, con Xosé Leira López.
- 2002 - La ciudad como pretexto. Estrategias patrimoniales, 2002. Diputación Provincial de Lugo, con Xosé Leira López.
- 2002 - Alma de beiramar. Asociación de Escritoras y Escritores en Lengua Gallega.
- 2003 - Negra sombra. Intervención poética contra una marea negra.
- 2008 - A Coruña á luz das letras.
- 2011 - Vivir un sueño repetido. Homenaje a Lois Pereiro. Asociación de Escritoras y Escritores en Lengua Gallega.
- 2012 - A cidade na poesía galega do século XXI.
- 2015 - 150 Cantares para Rosalía de Castro.

### Publicaciones académicas (selección)
- 1996 - Las vías romanas en Galicia: Un elemento configurador del patrimonio. Aulas no camiño: un estudio multidisciplinar da realidade galega que atravesan los camiños de Santiago. El Camino Francés.
- 1998 - Dinámica y construcción social del patrimonio.
- 1999 - Siglo XIX, o el nacimiento de una nueva mentalidad patrimonial: una visión a través de la legislación jurídica del Camino de Santiago

## Reconocimientos
- 1993 - Premio Galiena do Concello de Toledo, por Las horas guardan sombras.
- VI Premio Concepción Arenal de Humanidades, por La conservación de los monumentos arquitectónicos en Galicia (1840-1940).[7]